# 北京地铁大兴机场线
北京地铁大兴机场线（全称为北京大兴国际机场线，工程名为北京地铁新机场线）连接中国北京市丰台区草桥站至河北省廊坊市广阳区北京大兴国际机场大兴机场站，是北京地铁的一条机场轨道线路，全长41.36公里，共设5座车站，于2019年9月26日投入运营。车辆采用市域D型车，初期采用8节编组（其中1节为行李车），2020年9月26日起於客流量少時則採用4節編組，最高时速160km/h，全程设计运行时间22分钟。在草桥站设置城市航站楼，可办理預先值機、行李托运，未来丽泽商务区站也将增设城市航站楼。
北京地铁大兴机场线线路标识色为 Pantone 2728C 。

## 历史

### 一期工程
北京新机场确定选址在南部大兴区后，连接市区与新机场的轨道交通新线即作为新机场配套项目进行研究。2012年国家发改委批复《北京市城市快速轨道交通近期建设规划调整（2007年-2016年）》，确定建设新机场线，当时的起点暂定为北京南站。2015年国家发改委批复《北京市城市轨道交通第二期建设规划（2015年-2021年）》，其中新机场线起点变更为市区北部、10号线北环上的牡丹园站，并在牡丹园至新宫之间与19号线使用同一走廊，上下叠摞并行，在牡丹园站和草桥站分别设置城市航站楼。由于叠摞并行时两条线路对环境振动有叠加效应等原因，新机场线最终取消和19号线共走廊布置，线路缩短，改为在10号线南环的草桥设置终点和城市航站楼，北部乘客需经19号线换乘新机场线，2016年项目按此开工建设。
2019年6月15日，新机场线一期工程启动试运行。9月25日，中共中央总书记习近平乘坐大兴机场线前往大兴机场出席机场投运仪式，并在草桥站听取线路介绍。2019年9月26日，大兴机场线一期工程开通运营。
2021年12月8日，该工程获得中国施工企业管理协会评选的2020-2021年度国家优质工程奖金奖。

### 北延工程
2018年，为服务丽泽金融商务区并更好地吸引客流，新机场线又规划向北延长一站到丽泽商务区站，并在2019年12月获得国家发改委批复。2020年5月13日，北京市发改委批复大兴机场线北延工程可行性研究报告。大兴机场线北延工程草桥站-丽泽金融商务区站区间盾构已于2020年第二季度实现进场施工，预计2026年开通运营。

## 票价
2019年7月26日，北京市发展和改革委员会发布《北京市轨道交通机场专线定价机制 （征求意见稿）》，开始与北京市交通委员会联合向社会征求关于新机场线票制及票价的意见。
2019年8月15日，北京市发改委联合北京市交通委、城市铁建公司召开新闻发布会，正式发布北京市轨道交通机场专线定价机制；另拟设置商务单程票，设有商务车厢，全程单一票价50元；购买空轨联运票，票价为单程票价（含商务单程票）的80%；发行区间定期电子计次票，限普通车厢有效，单月使用，实名制。除此以外，北京市发改委、北京市财政局、北京市交通委还规定新机场线基础票价为36.5元/人，运营企业按照实际情况进行票价调整时，按照客流加权平均后的票价水平不得高于基础票价。在公示期结束后，大兴机场线于9月16日起正式执行票价方案。

## 车站
除大兴机场站位于河北省廊坊市广阳区外，所有车站都位于北京市内。

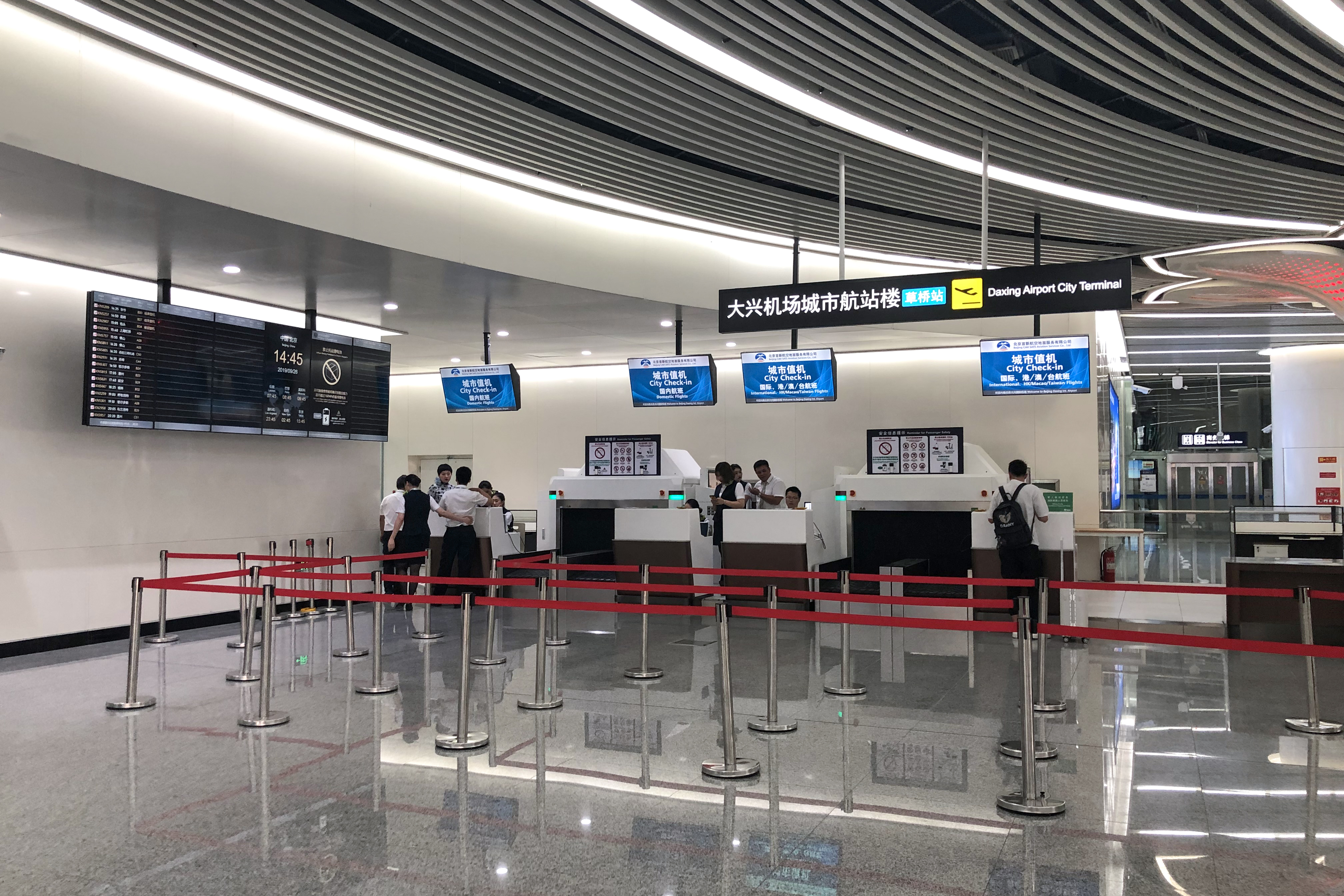
草桥站大堂内的城市航站楼

| 期数                                                                                 | 站名[1]              | 里程 （米） | 站间距 （米）[2] | 换乘[3]                               | 行政区       | 行政区 | 开通日期      | 站台设计       | 开门方向 |
| ------------------------------------------------------------------------------------ | -------------------- | ----------- | ---------------- | ------------------------------------- | ------------ | ------ | ------------- | -------------- | -------- |
| 北延                                                                                 | 丽泽商务区           | 0           | 0                | 11号线 14号线 16号线 房山线           | 北京市       | 丰台区 | 预计2025年    | 地下混合式站台 | 未知     |
| 一期                                                                                 | 草桥                 | 4066        | 4066             | 10号线 19号线                         | 北京市       | 丰台区 | 2019年9月26日 | 地下侧式站台   | 右侧     |
| 一期                                                                                 | 大兴新城             | 17094       | 13028            | 21号线（原S6线，规划中）              | 北京市       | 大兴区 | 2019年9月26日 | 地下岛式站台   | 左侧     |
| 一期                                                                                 | 大兴机场             | 42397       | 25303            | 雄安轨道交通R1线（建设中） 大兴机场站 | 河北省廊坊市 | 广阳区 | 2019年9月26日 | 地下侧式站台   | 右侧     |
| 南延                                                                                 | 大兴机场南（规划中） | 未知        | 未知             | 不適用                                | 北京市       | 大兴区 | 未知          | 未知           | 未知     |
| ↓直通雄安軌道交通R1線运行                                                            |                      |             |                  |                                       |              |        |               |                |          |
| 注释                                                                                 |                      |             |                  |                                       |              |        |               |                |          |
| 1 斜体标示的车站，尚未启用。 2 站间距取站中心里程间距。 3 斜体标示的换乘，尚未启用。 |                      |             |                  |                                       |              |        |               |                |          |

## 使用车辆
大兴机场线采用由中车青岛四方机车车辆制造的、以CRH6型为蓝本开发改良而成的市域D型车GSYE20型（8节编组，JC 001-JC 008）、GSYE23型（4节编组，JC 401-JC 404）以及由中車長春軌道客車、河北京車製造的CJ3市域型动车组试验车（8节编组，JC 009、JC 010），三种车型的昵称均为“白鲸号”。
“白鲸号”车体宽度3.3米，8节编组全列定员448人，4节编组全列定员为258人，其中1至6车厢（对应4节编组的1至3车厢）为普通座车，座椅布局为2+2，座椅前后间距0.84米，相邻座椅间设置有USB充电插座；7号车厢（对应4节编组的4号车厢）为商务座车，座椅布局为1+2（4节编组驾驶舱观景台区域座椅布局为1+1），并具有旋转座椅方向的功能；8节编组的8号车厢为行李车。
8节编组往草桥方向前头车（4节编组为两端前头车）之驾驶室与客室由一道半高玻璃门分隔。

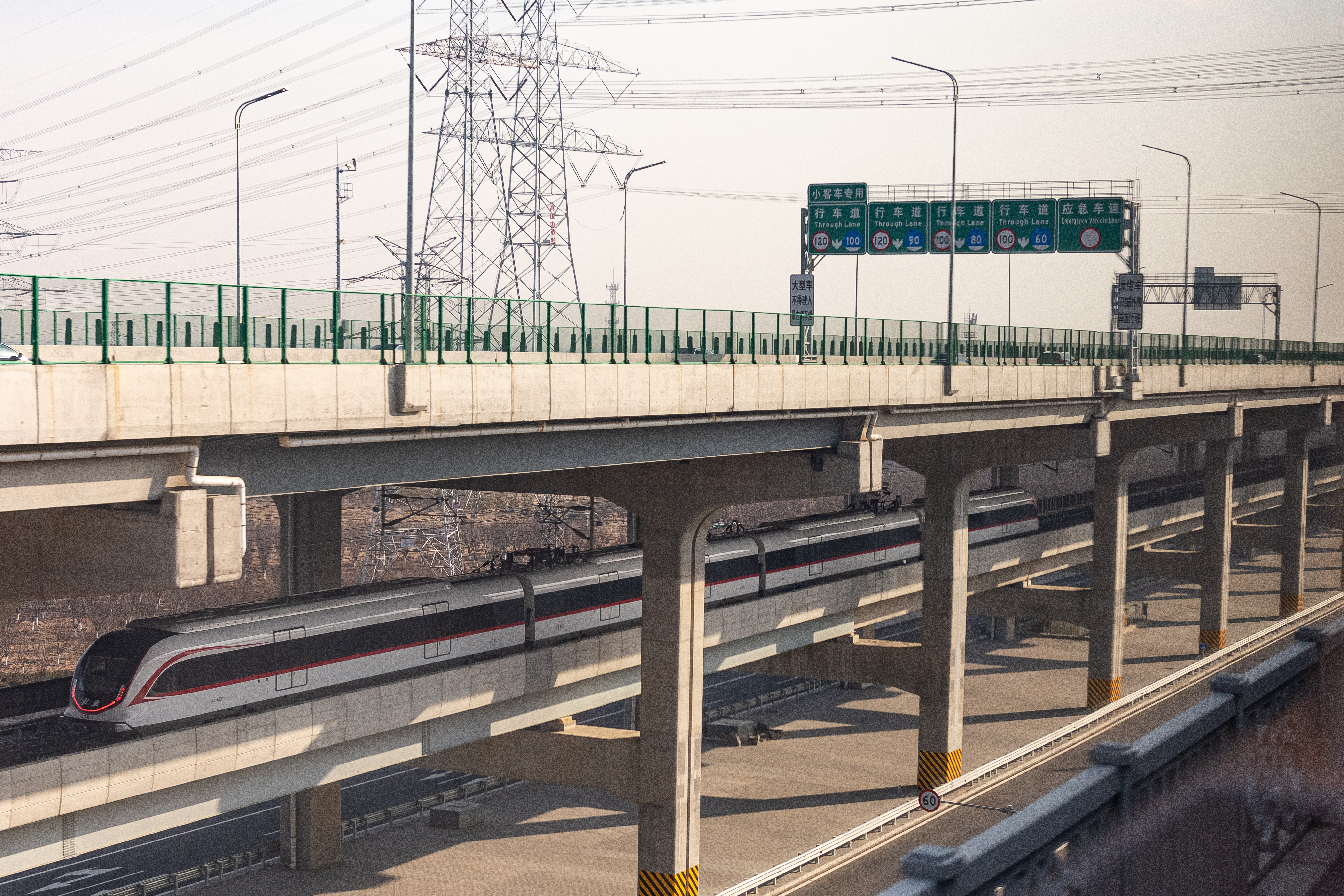
大兴机场线4節編組列車 JC 403 駛經魏善莊鎮東棗林村附近
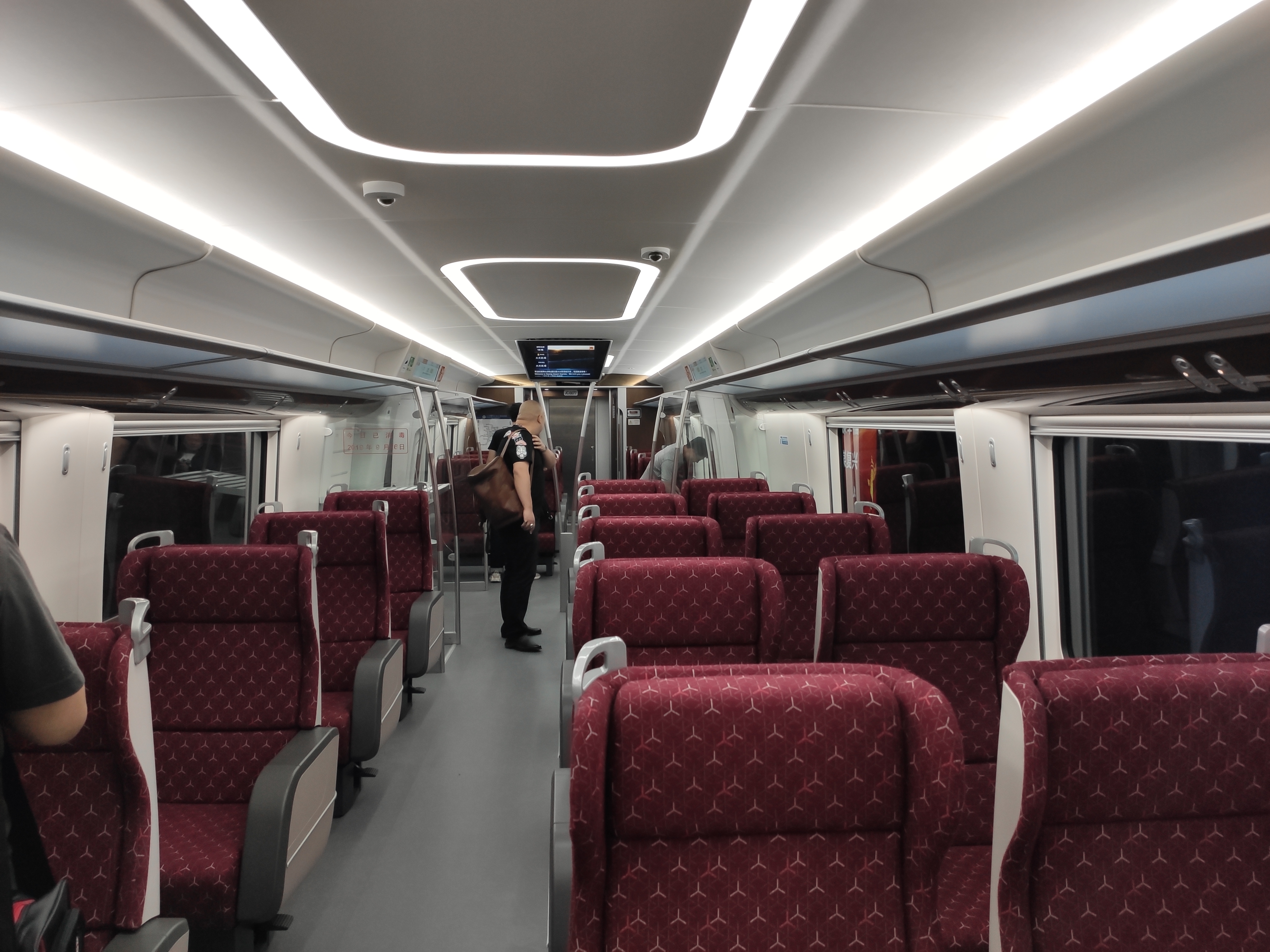
大兴机场线商务车厢内饰 （圖為8節編組列車，4節編組列車之商务车厢燈飾配置與普通车厢相同，並設有駕駛艙觀景台）
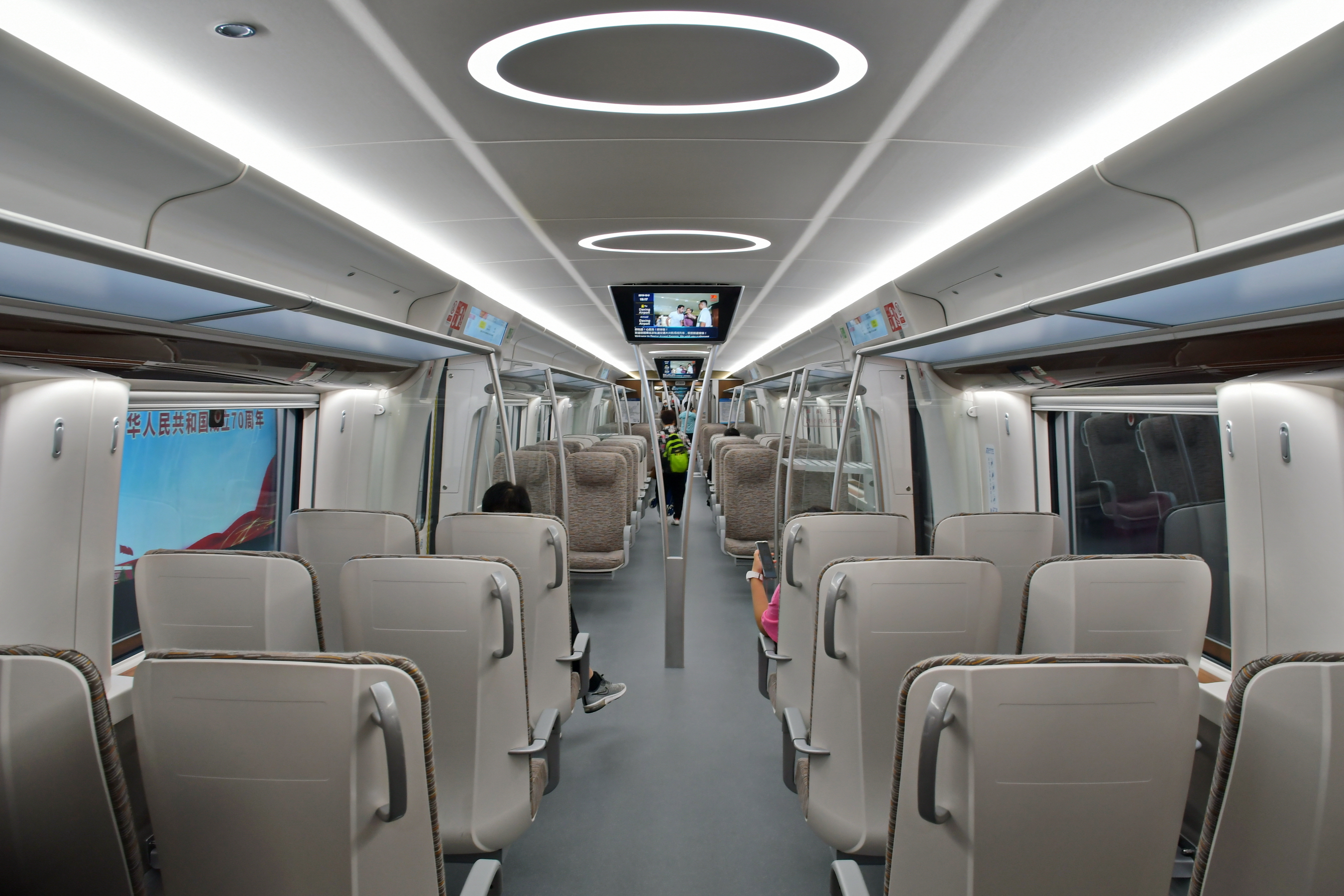
大兴机场线普通车厢内饰
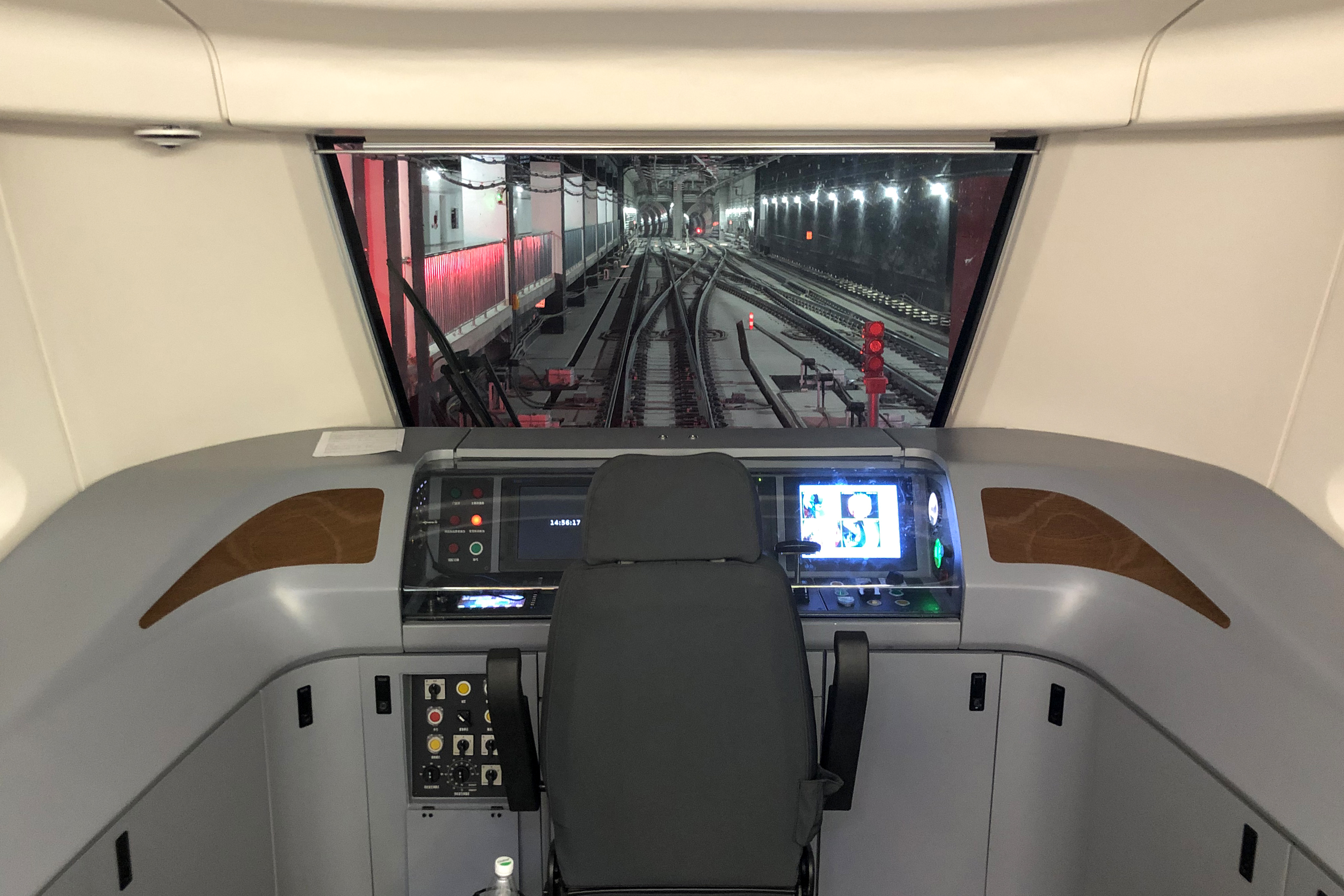
大兴机场线车辆驾驶室 （所有列車往草橋方向前头车採用觀景台設計，往大兴机场方向前头车僅4節編組列車當中的商務車廂採用此設計）

### 列车编组（8节编组）
| 白鲸号   | JC 001 - JC 020 ←丽泽商务区/草桥方向大兴机场方向→ | JC 001 - JC 020 ←丽泽商务区/草桥方向大兴机场方向→ | JC 001 - JC 020 ←丽泽商务区/草桥方向大兴机场方向→ | JC 001 - JC 020 ←丽泽商务区/草桥方向大兴机场方向→ | JC 001 - JC 020 ←丽泽商务区/草桥方向大兴机场方向→ | JC 001 - JC 020 ←丽泽商务区/草桥方向大兴机场方向→ | JC 001 - JC 020 ←丽泽商务区/草桥方向大兴机场方向→ | JC 001 - JC 020 ←丽泽商务区/草桥方向大兴机场方向→ |
| 车厢号   | 1                                                 | 2                                                 | 3                                                 | 4                                                 | 5                                                 | 6                                                 | 7                                                 | 8                                                 |
| 型号     | JC 0××1                                           | JC 0××2                                           | JC 0××3                                           | JC 0××4                                           | JC 0××5                                           | JC 0××6                                           | JC 0××7                                           | JC 0××8                                           |
|          |                                                   |                                                   |                                                   |                                                   |                                                   |                                                   |                                                   |                                                   |
|          |                                                   |                                                   |                                                   |                                                   |                                                   |                                                   |                                                   |                                                   |
| 座席     | 普通车厢                                          | 普通车厢                                          | 普通车厢                                          | 普通车厢                                          | 普通车厢                                          | 普通车厢                                          | 商务车厢                                          | 行李车厢                                          |
| 定员     | 48                                                | 56                                                | 52                                                | 56                                                | 56                                                | 56                                                | 36                                                | ——                                                |
| 动力单元 | 单元1                                             | 单元1                                             | 单元1                                             | 单元1                                             | 单元2                                             | 单元2                                             | 单元2                                             | 单元2                                             |
| 集电弓   |                                                   |                                                   | <                                                 |                                                   |                                                   | >                                                 |                                                   |                                                   |
| 动力配置 | Tc                                                | M                                                 | Tp                                                | M                                                 | M                                                 | Tp                                                | M                                                 | Tc                                                |
| 动力配置 | 无动力 带驾驶室                                   | 有动力                                            | 无动力 带受电弓                                   | 有动力                                            | 有动力                                            | 无动力 带受电弓                                   | 有动力                                            | 行李车 无动力 带驾驶室                            |

### 列车编组（4节编组）
| 白鲸号   | JC 401 - JC 404 ←丽泽商务区/草桥方向大兴机场方向→ | JC 401 - JC 404 ←丽泽商务区/草桥方向大兴机场方向→ | JC 401 - JC 404 ←丽泽商务区/草桥方向大兴机场方向→ | JC 401 - JC 404 ←丽泽商务区/草桥方向大兴机场方向→ | JC 401 - JC 404 ←丽泽商务区/草桥方向大兴机场方向→ | JC 401 - JC 404 ←丽泽商务区/草桥方向大兴机场方向→ | JC 401 - JC 404 ←丽泽商务区/草桥方向大兴机场方向→ | JC 401 - JC 404 ←丽泽商务区/草桥方向大兴机场方向→ |
| 车厢号   | 1                                                 | 2                                                 | 3                                                 | 4                                                 |                                                   |                                                   |                                                   |                                                   |
| 型号     | JC 4××1                                           | JC 4××2                                           | JC 4××3                                           | JC 4××4                                           |                                                   |                                                   |                                                   |                                                   |
|          |                                                   |                                                   |                                                   |                                                   |                                                   |                                                   |                                                   |                                                   |
|          |                                                   |                                                   |                                                   |                                                   |                                                   |                                                   |                                                   |                                                   |
| 座席     | 普通车厢                                          | 普通车厢                                          | 普通车厢                                          | 商务车厢                                          |                                                   |                                                   |                                                   |                                                   |
| 定员     | 48                                                | 56                                                | 52                                                | 32                                                |                                                   |                                                   |                                                   |                                                   |
| 动力单元 | 单元1                                             | 单元1                                             | 单元2                                             | 单元2                                             |                                                   |                                                   |                                                   |                                                   |
| 集电弓   |                                                   | <                                                 | >                                                 |                                                   |                                                   |                                                   |                                                   |                                                   |
| 动力配置 | Mc                                                | Tp                                                | Tp                                                | Mc                                                |                                                   |                                                   |                                                   |                                                   |
| 动力配置 | 有动力 带驾驶室                                   | 无动力 带受电弓                                   | 无动力 带受电弓                                   | 有动力 带驾驶室                                   |                                                   |                                                   |                                                   |                                                   |

## 未来发展
2018年4月公布的《河北雄安新区规划纲要》中提出要建设从雄安新区前往北京大兴机场的机场快线。参与北京地铁大兴机场线设计的专家认为，这条线路具备以北京大兴机场线延长的形式建设的条件。
雄安轨道交通R1线将与北京地铁大兴机场线贯通运营，预计2025年开通。